# Soir triste
Smutný večer
Soir triste (en tchèque : Smutný večer) est une mélodie de la compositrice tchèque Vítězslava Kaprálová écrite en 1936.